# رودريجو اندرادي
رودريجو اندرادي (بالبرتغالية: Rodrigo Andrade da Silva‏) (5 فبراير 1988 بريو دي جانيرو في البرازيل - ) هو لاعب كرة قدم برازيلي في مركز الوسط. لعب مع أتلتيكو براغانتينو وأتلتيكو غويانيينسي وبوتافوغو ريغاتاس وجمعية بورتوغيزا الرياضية ونادي أمريكا ونادي برازيليا ونادي سيارا ونادي شابيكوينسي ونادي فلامنغو ونادي فيغورينسي ونادي كريسيوما ونادي لوندرينا ونادي بوتافوغو اس بي ونادي 15 نوفمبر ‏ وCanoas Sport Club ‏ وغراميو اساسكو اوداكس اسبورت كلوب.

## وصلات خارجية
- رودريجو اندرادي على موقع قاعدة بيانات كرة القدم.إي يو (الإنجليزية)
- رودريجو اندرادي على موقع Soccerway.com (الإنجليزية)